# Distretto di Khoune
Il distretto di Khoune è uno degli otto distretti (mueang) della provincia di Xiangkhoang, nel Laos. Ha come capoluogo la città di Khoune.